# Maurice Rat
Maurice Rat (* 1893; † 19. Mai 1969) war ein französischer Romanist und homme de lettres.

## Leben und Werk
Rat war Student der École normale supérieure und bestand 1919 die agrégation de grammaire.
Von 1935 bis 1965 publizierte er zahlreiche Klassikerausgaben (in der Bibliothèque de la Pléiade wie in den Classiques Garnier), sprachpflegerische Schriften, ein im Verlag Larousse erschienenes viel benutztes Wörterbuch der klassischen Redewendungen, sowie Biographien (vor allem von Frauen) und Erzählerisches.
Er gehörte 1958 zu den Gründungsmitgliedern des Vereins Défense de la langue française.

## Werke

### Altphilologie
- Comment faire la version latine, Paris 1935
- (Hrsg.) Anthologie des poètes latins, des origines au VIe siècle après Jésus-Christ, 2 Bde., Paris 1936
- (Hrsg.) Anthologie grecque, 2 Bde., Paris 1938–1941
- Grammaire latine unique à l'usage de toutes les classes de l'enseignement secondaire, Paris 1940
- (Hrsg.) Virgile, L'Enéide, Paris 1944
- (Hrsg.) Virgile, Les Bucoliques et les Géorgiques, Paris 1945
- (Hrsg.) Suétone. Les Douze Césars, Paris 1954

### Herausgabe französischer Literaturwerke
- Montaigne, Essais, Paris 1941
- Corneille, Théâtre complet, Paris 1942
- Brantôme, Les dames galantes, Paris 1947
- Molière, Œuvres complètes, 2 Bde., Paris 1947 (Pléiade)
- Rabelais, Œuvres complètes, adaptées en français moderne, 2 Bde., Paris 1947, 3 Bde., Paris 1947
- Beaumarchais, Théâtre, Paris 1950
- Corneille, Théâtre choisi, Paris 1956
- Montaigne, Essais, 3 Bde., Paris 1958
- Racine, Théâtre complet, Paris 1960
- (mit Albert Thibaudet) Montaigne, Oeuvres complètes,  Paris 1963 (Pléiade)
- Labiche, Théâtre, Verviers 1964
- Musset, Théâtre, Paris 1964

### Sprachpflege
- Le Participe et ses règles d'accord, Paris 1939
- Le verbe, Paris 1939
- Parlez français, Paris 1940
- Pour écrire correctement, Paris 1940
- Petit dictionnaire des locutions françaises, Paris 1941 (200 S.), 1952, 1968
- Grammaire française pour tous, Paris 1946, 1965
- Dictionnaire des locutions françaises, Paris 1957, mit Supplement 1968, 1999, 2008
- Grammairiens et amateurs de beau langage, Paris 1963
- Je connais mieux le français. Barbarismes, homonymes, pléonasmes, Verviers 1963

### Vermischtes
- Aventurières et intrigantes du Grand siècle, Paris 1957
- La dame aux camélias (Roman), Paris 1958 (deutsch: München 1967)
- Christine de Suède, Paris 1959
- Marie Stuart, Brüssel 1959
- La Royale Montespan, Paris 1959
- Les Femmes de la Régence, Paris 1961
- Mon caniche Adour, Paris 1962
- Napoléon. Scènes et figures, Paris 1964
- Évasions célèbres, Paris 1965